# Wolfram(IV) sulfide
Wolfram disulfide, còn được gọi với cái tên khác là Tungsten disulfide là một hợp chất hóa học có thành phần gồm hai nguyên tố wolfram và lưu huỳnh, với công thức hóa học được quy định là WS2. Hợp chất này tồn tại tự nhiên dưới dạng khoáng vật hiếm wolframit.
WS2 có một cấu trúc lớp liên quan, tương tự với MoS2, với các nguyên tử W nằm trong hình cầu phối hợp lăng kính hình tam giác. Do cấu trúc lớp này, WS2 hình thành các ống nano vô cơ, được phát hiện trên một ví dụ của WS2 vào năm 1992.

## Các ứng dụng
Wolfram disulfide được sử dụng và kết hợp với các vật liệu khác, với vai trò quan trọng là làm chất xúc tác cho việc tách các hợp chất của dầu thô bằng khí hydro.
Ngoài ra, hợp chất Lamellar wolfram disulfide còn được sử dụng làm chất bôi trơn dạng khô cho ốc vít, vòng bi và khuôn dưới nhãn hiệu Dicronite.

## Nghiên cứu
Giống như MoS2, cấu trúc nano WS2 được nghiên cứu chủ động cho các ứng dụng tiềm năng, chẳng hạn như trữ hydro và lithi. WS2 cũnglà một chất xúc tác việc hydro hóa cacbon dioxide:
CO2 + H2   →   CO + H2O